# Achirus novoae
Espèce
Achirus novoae est une espèce de poissons pleuronectiformes (c'est-à-dire des poissons plats ayant des côtés dissemblables).
Achirus novoae est un poisson du delta de l'Orénoque.